# Сладжана Міркович
Сладжана Міркович (серб. кир.: Слађана Мирковић; нар. 7 жовтня 1995, Ужиці, Сербія, СР Югославія) — сербська волейболістка, пасуючий. Чемпіонка світу і Європи. Срібна медалістка Олімпійських ігор.

## Із біографії
Виступала за молодіжну команда «Поштар 064» із Белграда. З 2011 року захищала кольори сербських клубів «Візура» (Белград) і «Динамо» (Панчево). З сезону 2016/2017 грає за кордоном.
У складі національної збірної здобула по дві золоті нагороди на світових і континентальних першостях. Срібна призерка Олімпіади в Токіо.

## Клуби
| Роки      | Команди                  |
| --------- | ------------------------ |
| 2011—2015 | «Візура» (Белград)       |
| 2015—2016 | «Динамо» (Панчево)       |
| 2016—2017 | «Телеком» (Баку)         |
| 2017—2019 | «Хемік» (Полиці)         |
| 2019—2020 | «Дзанетті» (Бергамо)     |
| 2020—2021 | «Еджзаджибаши» (Стамбул) |
| 2021—     | «Альба-Блаж» (Блаж)      |

## Досягнення
У збірних
- Чемпіонка світу (1): 2022[en]
- Бронзова призерка Олімпійських ігор (1): 2020
- Чемпіонка Європи (2): 2017[en], 2019[en]
- Срібна призерка чемпіонату Європи (1): 2021[en]

У клубах
- Чемпіонка Сербії (2): 2014, 2015
- Чемпіонка Азербайджану (1): 2017
- Чемпіонка Польщі (1): 2018
- Чемпіонка Румунії (1): 2022

## Статистика
Статистика виступів на Олімпійських іграх:
| Рік  | Турнір           | Ігри | Сети | Очки | Ср. | Місце | Примітки |
| ---- | ---------------- | ---- | ---- | ---- | --- | ----- | -------- |
| 2021 | Олімпійські ігри | 6    | 10   | 3    | 0,3 | 3     |          |